# گالگیسان (کوه)
گالگیسان (به لاتین: Galgisan) یک کوه در کره جنوبی است که در Chungcheongbuk-do, South Korea واقع شده‌است. گالگیسان ۵۹۵ متر بالاتر از سطح دریا واقع شده‌است.